# Ana do Gás
Ana de Nazaré Pereira Silva Macedo Mendonça, mais conhecida como Ana do Gás (São Luís, 27 de maio de 1981) é uma empresária e política brasileira. Atualmente é deputada estadual do Maranhão pelo PT, 
Foi eleita em 2014 pelo PRB com um total de 78.287 votos, sendo a terceira mais votada. Foi reeleita em 2018 com 44.321 votos, pelo PCdoB, e em 2022, com 27.425 votos.
Atuou como Secretária Estadual da Mulher durante o segundo mandato do governo Flávio Dino.
Foi candidata à prefeitura de Santo Antônio dos Lopes em 2024, terminando em segundo lugar, com 3.964 votos (30,09%).
É casada com o ex-prefeito de Santo Antônio dos Lopes (2009-2017), Eunélio Mendonça e mãe de dois filhos.